# Abbaye de Ndanda
L'abbaye de Ndanda est une abbaye de la congrégation des bénédictins missionnaires de Sainte-Odile, fondée en 1906 et située à proximité de la ville de Mtwara en Tanzanie. Elle est sise à l'extrême sud du pays sur la côte de l'océan Indien. Le 22 décembre 1931, elle devient abbaye territoriale par le bref apostolique de Pie XI In Tanganikensi Africae et son abbatiale fait office de cathédrale. L'abbaye territoriale est érigée en diocèse de Mtwara le 18 décembre 1972.

## Historique
L'origine de l'abbaye remonte à 1887, lorsque les bénédictins missionnaires de Sainte-Odile s'installent dans le vicariat apostolique de Zanzibar Sud, mais la situation avec les musulmans les obligent plus tard à quitter Zanzibar et à fonder des missions à Lukuledi et à Nyangao dans l'arrière-pays de Lindi. Après la rébellion de 1905, les missions du sud de l'Afrique orientale allemande sont détruites et Thomas Freiter installe l'abbaye à Ndanda le 15 août 1906 pour rayonner dans le sud-est du vicariat apostolique. En 1916, les troupes alliées sont victorieuses des Allemands qui sont expulsés ainsi que les missionnaires allemands ; ceux de Ndanda sont remplacés par des missionnaires suisses. Les Allemands reviendront plus tard. L'abbaye est érigée en abbaye nullius en 1927 et connaît une croissance rapide, avec l'abbé Gallus Steiger à la tête. À cause de la guerre de 1939-1945, la plupart des bénédictins sont évacués. Dans les années 1950-1960, le territoire connaît un nouveau dynamisme avec une quarantaine de paroisses, plus de deux cents écoles primaires, trois hôpitaux, etc. fondés par l'abbaye. Ils œuvrent en parallèle avec les bénédictines missionnaires de Tutzing.
En 2011, elle compte 71 moines, et 75 en 2016. Après la démission pour raison d'âge (75 ans) du T.R.P. Dyonis Lindenmaier le 1er juin 2015, c'est le P. Placidus Mtunguja (né en 1963) qui est élu cinquième abbé de l'abbaye de Ndanda et premier abbé d'origine tanzanienne.